# To nie Polska
To nie Polska – piąty singiel grupy Wanda i Banda promujący jej album Z miłości do strun.

## Lista utworów
1. „To nie Polska” (2:55)

## Twórcy
- Wanda Kwietniewska – vocal, gitara akustyczna, chórki
- Krzysztof „Gabłoń” Gabłoński – gitara, chórki
- Dominik „Husky” Samborski – gitara basowa
- Damian Grodziński – perkusja
- Kasia „Plagina” Szubartowska – instrumenty perkusyjne, chórki

- Producent nagrań – Wanda Kwietniewska
- Nagrań dokonano w Kidawa Studio Warszawa, Studio Hendrix Lublin w latach 2007–2008, Studio Chróst Warszawa Sulejówek
- Produkcja, realizacja, mix – Jarosław Jasiu Kidawa

## Listy przebojów
| Notowania                            | pozycja |
| ------------------------------------ | ------- |
| Lista Przebojów Programu Trzeciego   | 46      |
| Lista Przebojów Radia WAWA           | 10      |
| Extralista Radia Dla Ciebie          | 1       |
| Lista Przebojów Marka Niedźwieckiego | 22      |
| Top 15 – Wietrzne Radio              | 3       |